# Mike + The Mechanics (album)
Albums de Mike + The Mechanics
Living Years
(1988)
Singles
1. Silent Running (On dangerous Ground)
Sortie : 4 novembre 1985
2. All I Need Is a Miracle
Sortie : 3 février 1986
3. Taken In
Sortie : 30 juin 1986

Mike + The Mechanics est le premier album du projet parallèle de Mike Rutherford, Mike + The Mechanics. Il est paru le 5 octobre 1985 sur le label WEA Records et a été produit par Christopher Neil.

## Historique
Cet album a été enregistré dans les studios Air de Montserrat et de Londres ainsi que dans les studios de Genesis, The Farm dans le Surrey. Le titre A Call To Arms provient des sessions de l'album Genesis mais n'ayant pas été retenu, il est laissé à disposition de Mike Rutherford par les deux autres membres du groupe. L'album reçoit un bon accueil et est classé à la 26e place du Billboard 200 américain.

## Liste des titres

### Face 1
| No | Titre                                | Auteur                            | Durée      |
| -- | ------------------------------------ | --------------------------------- | ---------- |
| 1. | Silent Running (On Dangerous Ground) | Mike Rutherford, B. A. Robertson  | 6 min 10 s |
| 2. | All I Need Is a Miracle              | Mike Rutherford, Christopher Neil | 4 min 10 s |
| 3. | Par Avion                            | Rutherford, Neil                  | 3 min 36 s |
| 4. | Hanging By a Thread                  | Rutherford, Neil, Robertson       | 4 min 40 s |

### Face 2
| No | Titre                                                                     | Auteur                                                | Durée      |
| -- | ------------------------------------------------------------------------- | ----------------------------------------------------- | ---------- |
| 5. | I Get The Feeling                                                         | Rutherford, Neil                                      | 4 min 27 s |
| 6. | Take the Reins                                                            | Rutherford, Neil, Robertson                           | 4 min 22 s |
| 7. | You Are the One                                                           | Rutherford, Neil                                      | 3 min 41 s |
| 8. | A Call to Arms (Chanson issue d'une session d'enregistrement de Genesis.) | Tony Banks, Phil Collins, Rutherford, Neil, Robertson | 4 min 38 s |
| 9. | Taken In                                                                  | Rutherford, Neil                                      | 4 min 17 s |

## Musiciens
- Mike Rutherford : basse et guitares
- Peter Van Hooke : batterie, percussion
- Paul Carrack : chant sur les titres 1, 5 & 8
- Adrian Lee : claviers
- Paul Young : chant sur les titres 2, 4, 6, 8 & 9

### Musiciens additionnels
- John Kirby : chant sur Par Avion
- Gene Stashuck : chant sur You Are The One
- Alan Murphy : guitare
- Derek Austin & Ian Wherry : claviers
- John Earle & Ray Beavis : saxophone
- Louis Jardim : percussions
- Christopher Neil, Alan Carvel, Linda Taylor : chœurs

## Charts et certifications

### Album
| Pays             | Durée du classement | Meilleur classement |
| ---------------- | ------------------- | ------------------- |
| Allemagne        | 22 semaines         | 9e                  |
| Canada           | 43 semaines         | 10e                 |
| États-Unis       | 53 semaines         | 26e                 |
| Nouvelle-Zélande | 3 semaines          | 38e                 |
| Royaume-Uni      | 3 semaines          | 78e                 |
| Suède            | 3 semaines          | 36e                 |

| Pays       | Certification | Ventes    | Date        |
| ---------- | ------------- | --------- | ----------- |
| États-Unis | Or            | 500 000 + | 27 mai 1986 |

### Singles
"Silent Running"
| Année | Chart                  | Durée du classement | Position |
| ----- | ---------------------- | ------------------- | -------- |
| 1985  | Hot 100                | 24 semaines         | 6e       |
| 1985  | Mainstream Rock Tracks | 17 semaines         | 1er      |
| 1986  | Adult Contemporary     | 13 semaines         | 7e       |
| 1986  | UK Singles Chart       | 10 semaines         | 21e      |
| 1986  | Single Top 100         | 14 semaines         | 8e       |
| 1986  | RPM Top Singles        | 19 semaines         | 8e       |
| 1986  | Top 100                | 4 semaines          | 90e      |
| 1986  | RMNZ Singles Top40     | 3 semaines          | 38e      |
| 1986  | Mega Top 50            | 2 semaines          | 39e      |
| 1986  | Sverigetopplistan      | 3 semaines          | 36e      |

"All I Need Is a Miracle"
| Année | Chart                  | Durée du classement | Position |
| ----- | ---------------------- | ------------------- | -------- |
| 1986  | Hot 100                | 19 semaines         | 5e       |
| 1986  | Mainstream Rock Tracks | 14 semaines         | 6e       |
| 1986  | Adult Contemporary     | 18 semaines         | 7e       |
| 1986  | UK Singles Chart       | 6 semaines          | 53e      |
| 1986  | Single Top 100         | 9 semaines          | 26e      |
| 1986  | (V) Ultratop           | 2 semaines          | 35e      |
| 1986  | RPM Top Singles        | 18 semaines         | 10e      |
| 1986  | RMNZ Singles Top40     | 5 semaines          | 31e      |

"Taken In"
| Année | Chart              | Durée du classement | Position |
| ----- | ------------------ | ------------------- | -------- |
| 1986  | Hot 100            | 15 semaines         | 32e      |
| 1986  | Adult Contemporary | 17 semaines         | 7e       |
| 1986  | RPM Top Singles    | 12 semaines         | 39e      |